# Rytel Wieś
Rytel Wieś – kolejowy przystanek osobowy w Rytlu, w województwie pomorskim. Znajduje się w północnej części miejscowości, przy ulicy Ostowskiej, łączącej centrum wsi z Dużymi Wędołami. Przystanek powstał, ponieważ stacja Rytel została wybudowana daleko od wsi.

## Ruch pasażerski
| Rok  | Wymiana pasażerska na dobę |
| ---- | -------------------------- |
| 2017 | 50-99                      |
| 2022 | 50-99                      |

## Historia
Linia kolejowa nr 203 powstała w ramach budowy Królewskiej Kolei Wschodniej (niem. Königliche Ostbahn). Inwestycja ta miała głównie za zadanie połączyć Berlin z dużymi miastami położonymi na wschodzie: Gdańskiem i Królewcem. Pobocznym zadaniem tego przedsięwzięcia miała być stymulacja gospodarcza tego terenu. Były to obszary biedne, pozbawione znaczących ośrodków miejskich. W 1842 nadwyżki budżetowe w skarbie pruskim spowodowały, że inwestycja została rozpoczęta. Sama linia łącząca Chojnice – Tczew powstała w latach 1871–1873.
Pomiędzy Chojnicami a Czerskiem linia została podzielona na trzy równe odcinki. Na krańcach tych odcinków powstały stacje Rytel oraz Gutowiec. Stacja w Rytlu powstała od razu w 1873, natomiast w Gutowcu dopiero w 1902 roku. Jako ostatni, w 1947, powstał przystanek Rytel Wieś.
Podczas powojennej odbudowy sieci kolejowej zdjęto jedną parę torów pomiędzy Tczewem a Chojnicami. Na przełomie lat 70. i 80. drugie tory na większości trasy zostały odbudowane, jednak pomiędzy Gutowcem a Krojantami linia została jednotorowa.

## Infrastruktura

### Dworzec
Murowany budynek dworca jest niewielki, parterowy i pomalowany na biało. Oprócz budynku dworca na stacji znajduje się obecnie zamieszkany budynek, wybudowany w stylu typowym dla budynków kolejowych wybudowanych na tym terenie podczas powstawania Królewskiej Kolei Wschodniej.

### Linia kolejowa
Przez stację kolejową przechodzi linia kolejowa nr 203 łącząca Tczew z Kostrzynem. Na szlakach przyległych jest ona jednotorowa choć dawniej była dwutorowa. Na przystanku nie ma żadnych urządzeń do sterowania ruchem pociągów.

### Peron
Peron jest niezadaszony a jego nawierzchnia jest wykonana z płyt chodnikowych. Długość peronu wynosi 144 metry a wysokość krawędzi 30 cm nad główkę szyny.

## Pociągi
Przez stacje przejeżdżają lokalne pociągi regionalne, łączące Chojnice z Tczewem oraz pociąg przyspieszony Tur relacji Chojnice – Gdynia Główna. Relacja ta, jako jedna z ostatnich, została przejęta przez autobusy szynowe. Oprócz tego przez stację przejeżdżają pociągi towarowe obsługujące lokalny przemysł, a także między innymi TEM2 + specjalna platforma + wagon obsługi + TEM2, którym przewozi się po jednym generatorze z zakładów Alstom we Wrocławiu do portu w Gdyni. Wcześniej skład ten był ciągnięty przez ST44. Skład ten, ze względu na przekroczoną skrajnię, porusza się tylko w dzień z prędkością 30 km/h.